# David Arata
David Arata ist ein US-amerikanischer Drehbuchautor der durch Kinofilme wie Brokedown Palace – Die Hoffnung stirbt zuletzt, Spy Game – Der finale Countdown oder Children of Men international bekannt wurde.

## Leben und Karriere
David Arata ist seit Ende der 1980er Jahre im Filmgeschäft als Drehbuchautor tätig. Erste Credits bekam er 1987 zusammen mit Mark Herder für den Fernsehfilm Zwei Frösche auf der Highschool von Regisseur David Grossman. Ende der 1990er Jahre schrieb er dann zusammen mit Adam Fields das Drehbuch für das Jonathan Kaplan Filmdrama Brokedown Palace – Die Hoffnung stirbt zuletzt mit  Claire Danes, Kate Beckinsale und Bill Pullman in den Hauptrollen. 2001 folgte seine Arbeit für Tony Scotts Actionthriller Spy Game – Der finale Countdown mit Robert Redford und Brad Pitt. Für Alfonso Cuaróns Science Fiction Drama Children of Men mit Clive Owen in der Hauptrolle erhielt er 2007 zusammen mit Cuarón, Mark Fergus, Hawk Ostby und Timothy J. Sexton eine Oscar-Nominierung in der Kategorie Bestes adaptiertes Drehbuch.
David L. Arata lebt und arbeitet in Pacific Palisades, Kalifornien.

## Auszeichnungen
- 2007: Oscar-Nominierung in der Kategorie Bestes adaptiertes Drehbuch bei der Verleihung 2007 für Children of Men zusammen mit Alfonso Cuarón, Timothy J. Sexton, Mark Fergus und Hawk Ostby

## Filmografie
- 1987: Zwei Frösche auf der Highschool (Frog) (Fernsehfilm)
- 1999: Brokedown Palace – Die Hoffnung stirbt zuletzt (Brokedown Palace)
- 2001: Spy Game – Der finale Countdown (Spy Game)
- 2006: Children of Men
- 2018: Der ägyptische Spion, der Israel rettete (The Angel)